# ميلان ديفيتش
ميلان ديفيتش هو لاعب كرة قدم صربي في مركز حراسة المرمى، ولد في 30 مايو 1974 في Inđija ‏ في صربيا. لعب مع موانغتونغ يونايتد.